# Squid (группа)
Squid — английская пост-панк группа из Брайтона. В состав группы входят вокалист и барабанщик Олли Джадж, гитаристы Луис Борлэз и Антон Пирсон, басист Лори Нанкивелл и клавишник Артур Лидбеттер. В настоящее время группа базируется в Бристоле.
Squid выпустили свой мини-альбом Town Centre в 2019 году на лейбле Speedy Wunderground и после этого выпустили четыре сингла на Warp Records. Их дебютный альбом Bright Green Field был выпущен на лейбле Warp Records 7 мая 2021 года. Он получил широкое признание критиков и дебютировал на четвёртой строчке UK Albums Chart.

## История
Группа Squid была основана в Брайтоне, Англия, в 2016 году. До основания группы пятеро её участников вместе учились в университете в Брайтоне. Они отмечали группы Neu! и This Heat как оказавшие влияние на их музыку. В 2016 году группа выпускает свой первый сингл «Perfect Teeth», а годом позже — дебютный мини-альбом LINO. В 2019 году они выпустили свой второй мини-альбом под названием Town Centre, получивший признание критиков. Town Center был спродюсирован Дэном Кэри и выпущен на его лейбле Speedy Wunderground. В марте 2020 года Squid подписали контракт с лейблом Warp Records и к апрелю 2021 года выпустили с ними пять синглов. Группа планировала тур по Европе в течение 2020 года, который позднее был отменён из-за пандемии COVID-19.
Воспользовавшись изоляцией, группа провела большую часть 2020 года записывая свой дебютный альбом Bright Green Field, снова работая с продюсером Дэном Кэри. Альбом был выпущен 7 мая 2021 года и сопровождался тремя синглами: «Narrator», «Paddling» и «Pamphlets».
Squid выступали в рамках фестиваля Гластонбери в июне 2022 года, а также на фестивалях Rock en Seine и Paredes de Coura в августе 2022 года.
Squid записали свой второй альбом O Monolith в Уилтшире в начале 2022 года, а затем выпустили его 9 июня 2023 года, снова на Warp Records. Выход альбома сопровождался тремя синглами: «Swing (In a Dream)», «Undergrowth» и «The Blades».

## Состав
Текущий состав
- Олли Джадж — ведущий вокал, ударные
- Луис Борлэз — гитара, бас-гитара, вокал
- Артур Лидбеттер — клавишные, струнные, виолончель, перкуссия
- Лори Нанкивелл — бас-гитара, духовые, перкуссия
- Антон Пирсон — гитара, бас-гитара, вокал, перкуссия

Выступление Squid на Wide Awake Festival 2021
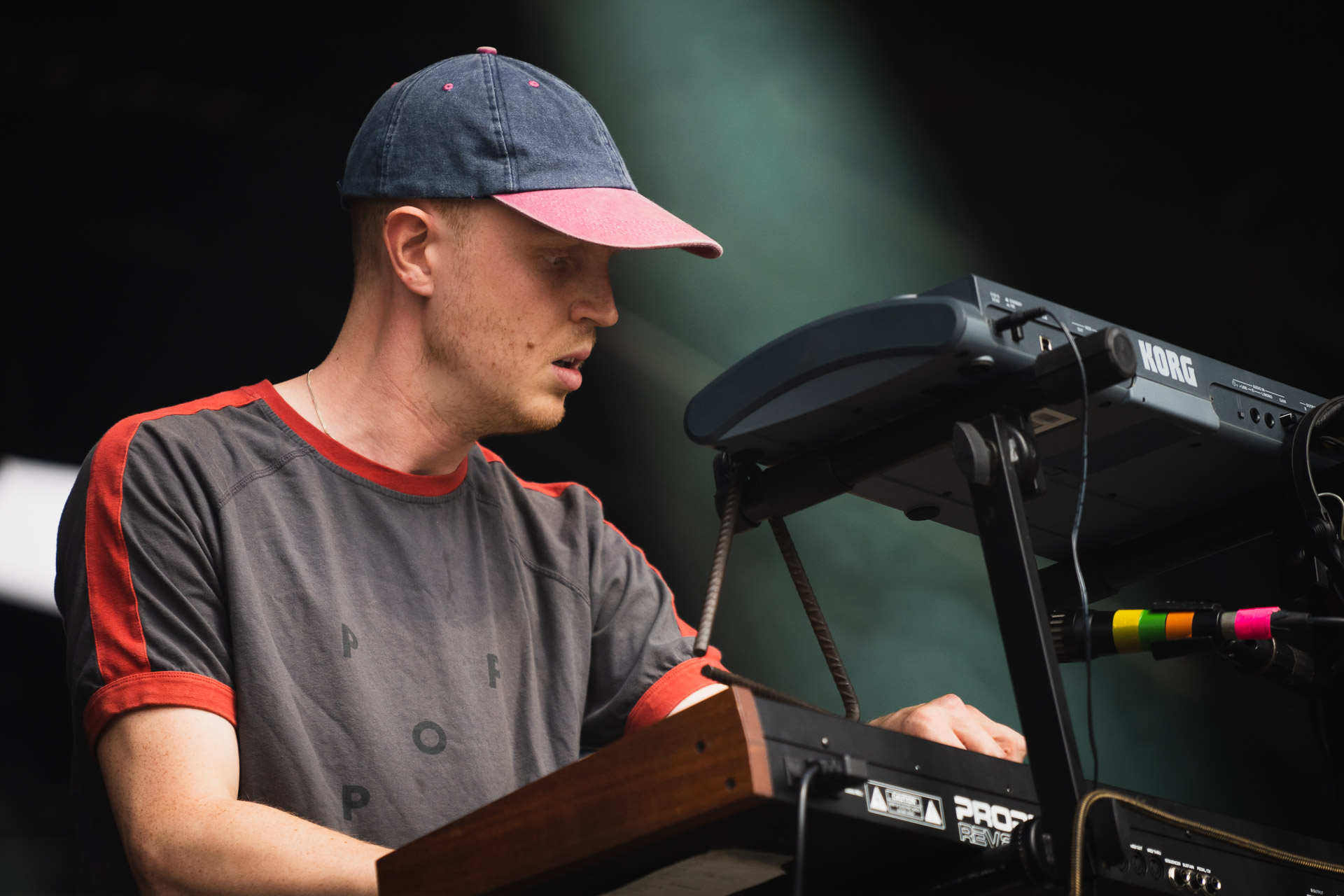
Артур Лидбеттер
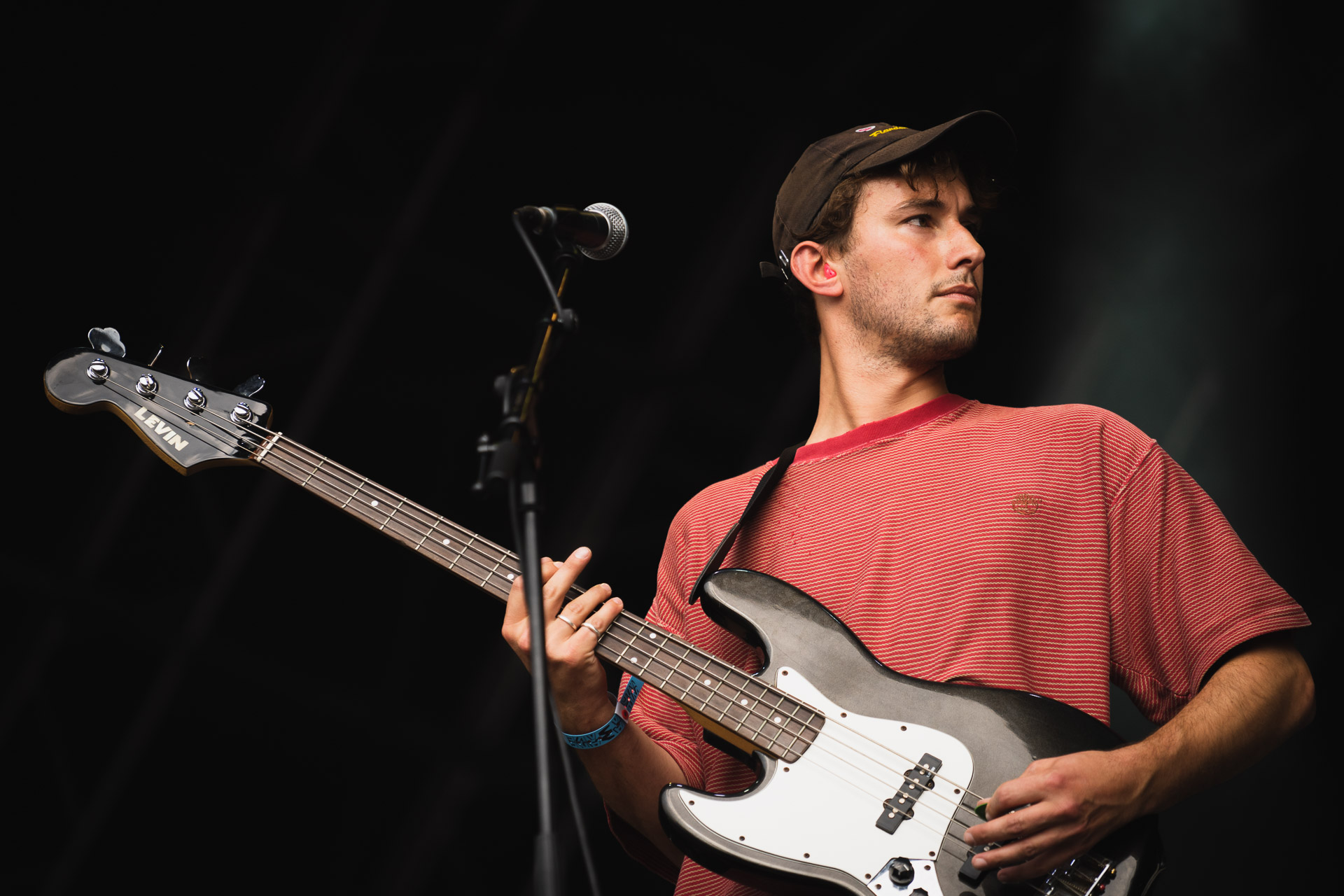
Луис Борлэз
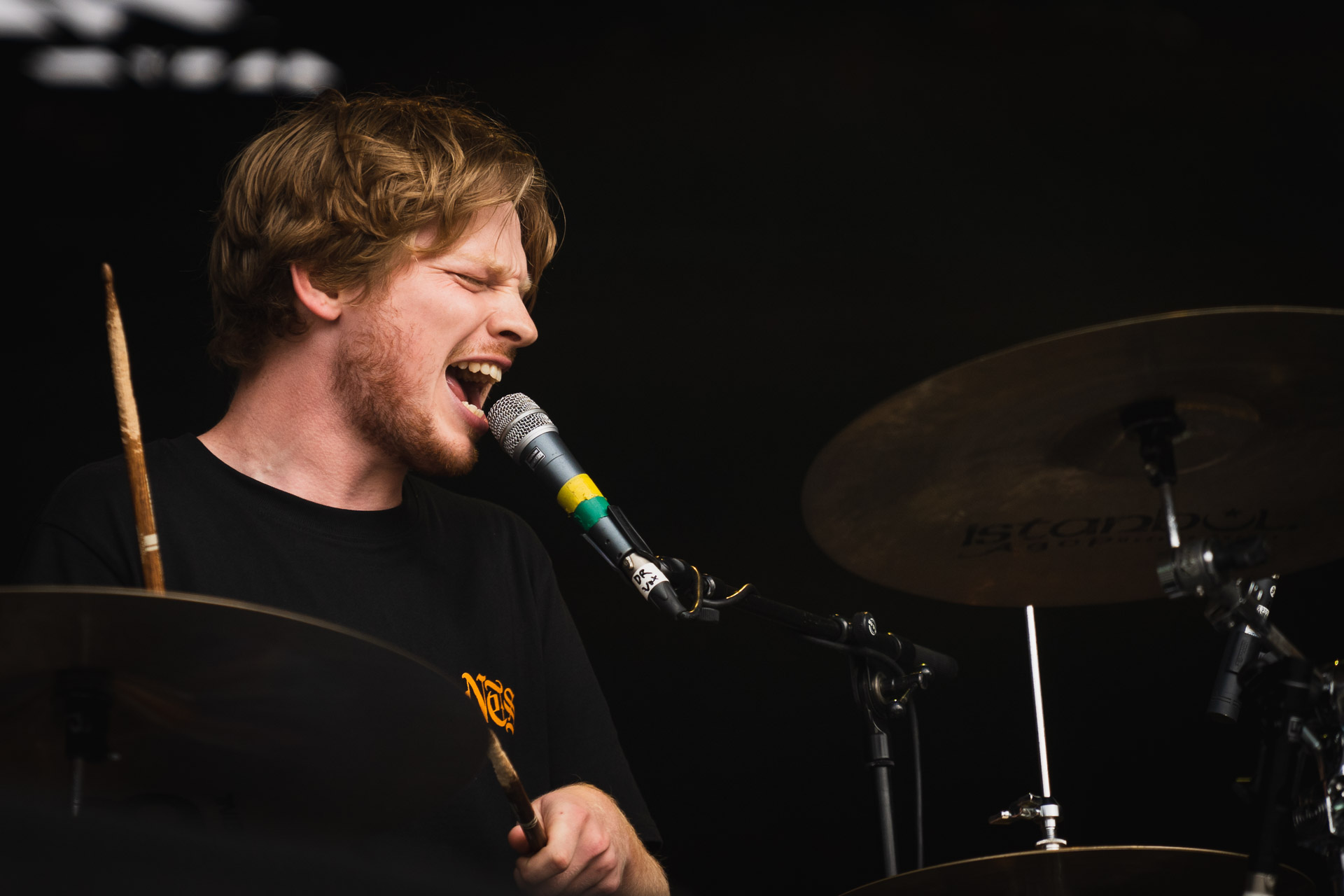
Олли Джадж
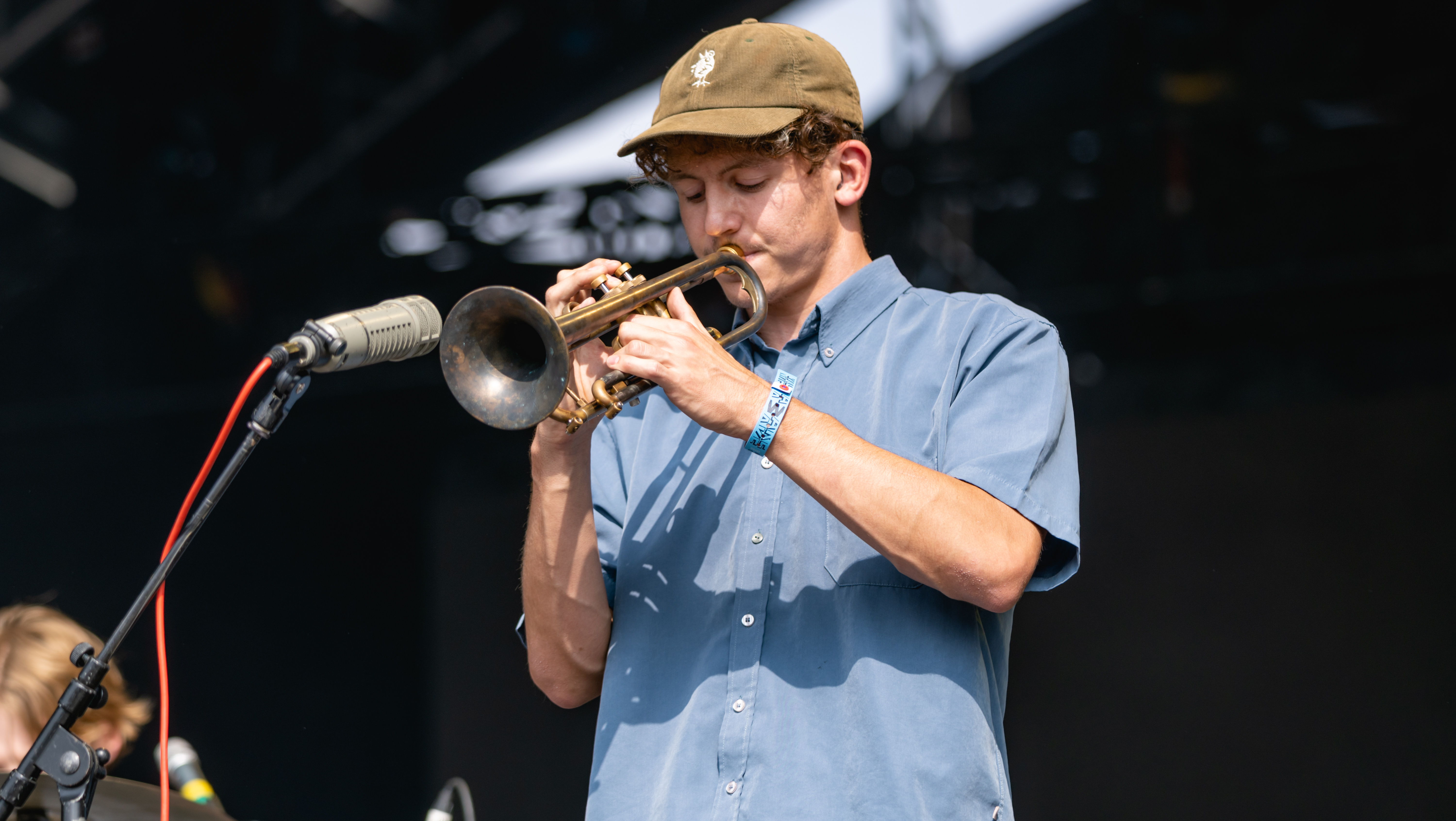
Лори Нанкивелл
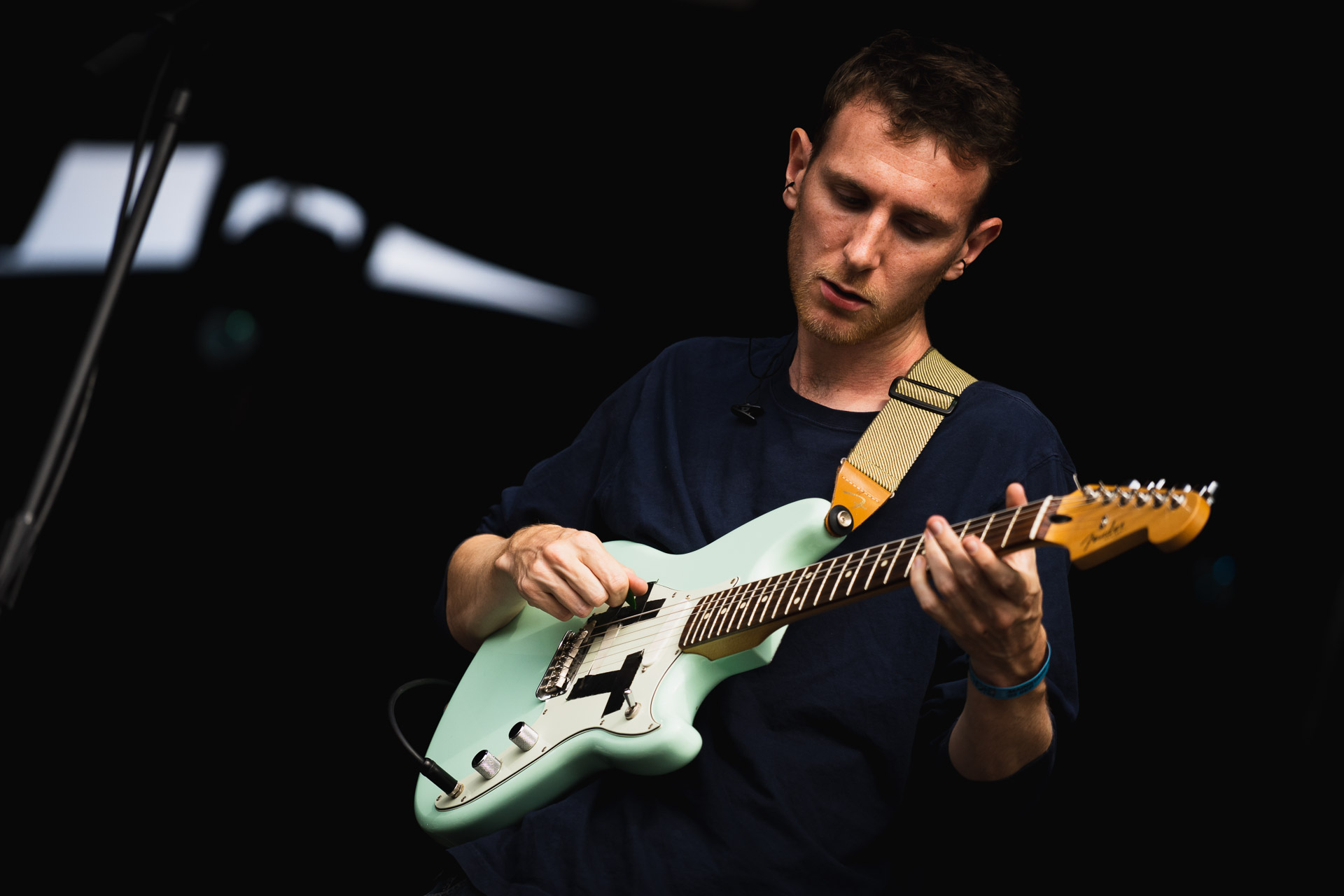
Антон Пирсон

## Дискография

### Студийные альбомы
| Название                                                                                  | Детали альбома                                   | Высшая позиция в чартах | Высшая позиция в чартах | Высшая позиция в чартах | Высшая позиция в чартах |
| Название                                                                                  | Детали альбома                                   | UK                      | UK Indie                | IRL                     | SCO                     |
| ----------------------------------------------------------------------------------------- | ------------------------------------------------ | ----------------------- | ----------------------- | ----------------------- | ----------------------- |
| Bright Green Field                                                                        | - Дата выхода: 7 мая 2021 года - Лейбл: Warp     | 4                       | 1                       | 93                      | 5                       |
| O Monolith                                                                                | - Дата выхода: 9 июня 2023 года - Лейбл: Warp    | 34                      | 6                       | —                       | 13                      |
| Cowards                                                                                   | - Дата выхода: 7 февраля 2025 года - Лейбл: Warp | —                       | —                       | —                       | —                       |
| "—" обозначает запись, которая не попала в чарты или не была выпущена на этой территории. |                                                  |                         |                         |                         |                         |

### Мини-альбомы
- LINO (2017, Bear on a Bicycle)
- Town Centre (2019, Speedy Wunderground)
- Natural Resources (2020, Warp)[19]
- Near the Westway (2021, Warp)

### Синглы
| Название                                   | Год  | Альбом             |
| ------------------------------------------ | ---- | ------------------ |
| «Perfect Teeth»                            | 2016 | Неальбомные синглы |
| «Terrestrial Changeover Blues (2007–2012)» | 2018 | Неальбомные синглы |
| «The Dial»                                 | 2018 | Неальбомные синглы |
| «Houseplants»                              | 2019 | Неальбомные синглы |
| «The Cleaner»                              | 2019 | Town Centre        |
| «Match Bet»                                | 2019 | Town Centre        |
| «Sludge»                                   | 2020 | Неальбомные синглы |
| «Broadcaster»                              | 2020 | Неальбомные синглы |
| «Narrator»                                 | 2021 | Bright Green Field |
| «Paddling»                                 | 2021 | Bright Green Field |
| «Pamphlets»                                | 2021 | Bright Green Field |
| «America!»                                 | 2021 | Неальбомные синглы |
| «Swing (In A Dream)»                       | 2023 | O Monolith         |
| «Undergrowth»                              | 2023 | O Monolith         |
| «The Blades»                               | 2023 | O Monolith         |
| «Fugue (Bin Song)»                         | 2024 | Неальбомные синглы |
| «Crispy Skin»                              | 2024 | Cowards            |
| «Building 650»                             | 2025 | Cowards            |
| «Cro - Magnon Man»                         | 2025 | Cowards            |

### Видеоклипы
| Название             | Год  | Альбом             | Режиссёр(ы)      |
| -------------------- | ---- | ------------------ | ---------------- |
| «Perfect Teeth»      | 2016 | Неальбомные синглы | Олли Джадж       |
| «Clapping Music»     | 2019 | Неальбомные синглы | Рутаре Сэвидж    |
| «Sludge»             | 2020 | Sludge/Broadcaster | Али Амири        |
| «Broadcaster»        | 2020 | Sludge/Broadcaster | Веслава Рута     |
| «Narrator»           | 2021 | Bright Green Field | Феликс Гин       |
| «Pamphlets»          | 2021 | Bright Green Field | Раман Джафари    |
| «Swing (In A Dream)» | 2023 | O Monolith         | Юнха Пак         |
| «Undergrowth»        | 2023 | O Monolith         | Луис Борлэз      |
| «The Blades»         | 2023 | O Monolith         | Каспер Хаггстрем |
| «Crispy Skin»        | 2024 | Cowards            | Такаси Ито       |
| «Building 650»       | 2025 | Cowards            | Даисукэ Хасэгава |